# Tontelea fuliginea
Tontelea fuliginea är en benvedsväxtart som beskrevs av Lombardi. Tontelea fuliginea ingår i släktet Tontelea och familjen Celastraceae. Inga underarter finns listade.